# Орлов, Владислав Каримович
Владислав Каримович Орлов (16 января 1945, СССР) — советский и российский художник-постановщик.

## Биография
В. К. Орлов родился 16 января 1945 года.
C 1970 года — художник, а с 1986 года — художник-постановщик киностудии «Ленфильм».

## Фильмография
- 1986 — Последняя дорога  (совместно с Михаилом Щегловым, главный художник Марксэн Гаухман-Свердлов) (Режиссёр-постановщик: Леонид Менакер)
- 1987 — Везучий человек  (Режиссёр-постановщик: Игорь Шешуков)
- 1987 — Сказка про влюблённого маляра (художник-декоратор) (Режиссёр-постановщик: Надежда Кошеверова)
- 1989 — Васька  (ТВ) (Режиссёр-постановщик: Виктор Титов)
- 1989 — Сто солдат и две девушки  (Режиссёр-постановщик: Сергей Микаэлян)
- 1990 — Переход товарища Чкалова через Северный полюс  (короткометражный) (Режиссёр-постановщик: Максим Пежемский)
- 1991 — Человек со свалки  (ТВ) (Режиссёр-постановщик: Борис Горлов)
- 1993 — Дневник, найденный в горбу  (Польша/Россия) (совместно с Барбарой Новак) (Режиссёр-постановщик: Ян Кидава-Блонски)
- 2002 — Второе дно  (ТВ) (Фильм № 3 телесериала Убойная сила-4) (Режиссёр-постановщик: Сергей Снежкин)
- 2003 — Срочный фрахт  (Режиссёр-постановщик: Арменак Назикян)
- 2005 — Брежнев  (телесериал) (совместно с Виктором Новожиловым, Виктором Ивановым) (Режиссёр-постановщик: Сергей Снежкин)
- 2005 — Мифы моего детства  (совместно с Олегом Осколковым) (Режиссёр-постановщик: Юрий Фетинг)
- 2006 — Инкубационный период  (Фильм № 5 телесериала Вызов-2) (Режиссёр-постановщик: Арменак Назикян)
- 2006 — Рататуй  (Режиссёр-постановщик: Роман Смирнов)
- 2008 — Куклы колдуна  (совместно с Александром Суворовым) (Режиссёр-постановщик: Григорий Жихаревич)